# Neohouzeaua mekongensis
Neohouzeaua mekongensis är en gräsart som beskrevs av Aimée Antoinette Camus. Neohouzeaua mekongensis ingår i släktet Neohouzeaua och familjen gräs. Inga underarter finns listade i Catalogue of Life.